# روث قلاس
روث قلاس (بالإنجليزية: Ruth Glass)‏ (و. 1912 – 1990 م) هي عالمة اجتماع، وأستاذة جامعية من المملكة المتحدة، وألمانيا، ولدت في برلين، توفيت في منطقة ساتون، عن عمر يناهز 78 عاماً.